# Camptomyia abnormis
Camptomyia abnormis är en tvåvingeart som beskrevs av Boris Mamaev 1961. Camptomyia abnormis ingår i släktet Camptomyia och familjen gallmyggor. Arten är reproducerande i Sverige. Inga underarter finns listade i Catalogue of Life.